# Sarsven en De Banen
Het Sarsven en De Banen is een natuurgebied in de Nederlandse provincie Limburg, gelegen in de gemeente Nederweert ten zuidoosten van het dorp Nederweert-Eind.
Het Sarsven en De Banen beslaat een oppervlakte van 173 hectare en is eigendom van de stichting Het Limburgs Landschap.
Sarsven en de Banen behoort tot de zeldzame ecologische categorie van "zwakgebufferde wateren". Dat heeft te maken met zowel de deels lemige ondergrond en invloed van de aanwezige beekloop Einderbeek. Men benoemt de vennen Sarsven, Banen, Schoorkuilen en andere ook wel als onderdelen van de keten van 'Peelvennen' met aparte eigenschappen qua waterhuishouding, bodem en flora.

## Sterk verschillende vennen
Het gebied bevat drie vennen: het Sarsven, De Banen en de Schoorkuilen, met daarnaast verlandingszones, bossen en graslanden.
Het ven De Banen bevat dankzij een restauratie in 1992, waarbij de bodem werd opgeschoond, weer een natuurlijke, voedselarme waterhuishouding. Daardoor kreeg het weer een open karakter en werd opnieuw geschikt voor soorten van het oeverkruidverbond, zoals de zeer zeldzame drijvende waterweegbree. Enkele andere bijzondere soorten in dit gebied zijn moerashertshooi, zonnedauw en, op diverse plekken in de uitgestrekte wilgenstruwelen, Gagel.
Noordelijk van de Banen werd enkele jaren geleden een met moerasbos dichtgegroeid ven hersteld met de naam het hoefijzer.
Het Sarsven is echter nog een voedselrijk ven met veel mattenbies en brede rietkragen.
De Schoorkuilen zijn een deels gerealiseerd, deels in aanleg verkerend natuurontwikkelingsproject dat door rijkswaterstaat wordt uitgevoerd om redenen van natuurcompensatie. Daarbij wordt een vennengebied hersteld dat bij aanleg van het Kanaal Wessem-Nederweert (gereedgekomen in 1929) met vrijkomende grond werd gedempt. Het Schoorkuilenproject betreft gronden aan weerszijden van het kanaal: aan de westzijde langs de Schoordijk, aan de oostzijde langs de Kwegt.

## Aangrenzend natuurgebied
Er is een aantal natuurrijke laagten die door ligging en waterhuishouding nauw met het Sarsven en de Banen verbonden zijn, maar geen deel van het natuurgebied uitmaken. Dat zijn in de eerste plaats het Vlakwater, een uitgestrekte grazige laagte ten zuiden van de Banendijk, verder de Leemkuilen direct ten zuiden van de kern Nederweert-Eind en oostelijk van die kern, in het dal van de Rietbeek de Braakpeel.

## Fauna
Bij het ven is een vogelkijkhut gevestigd, te bereiken via het pad langs de Rietbeek. Bijzondere vogelsoorten zijn onder (veel) meer de visarend, de grote zilverreiger en de geoorde fuut. Bovendien maakt dit gebied deel uit van het Europese natuurnetwerk Natura 2000.
Zoogdieren voor wie dit natuurgebied van belang is zijn bijvoorbeeld de das, die overigens in het gebied aan de zuidzijde van de Noordervaart relatief talrijk is, en het wild zwijn, ondanks het gegeven dat de soort officieel niet in deze omgeving wordt getolereerd.

## Archeologische vondsten
Rondom de vennen zijn bij de ontginningen en de latere landbouwwerkzaamheden veel archeologische vondsten gedaan. De gebroeders Houben vonden hier vuurstenen werktuigen uit het Laat-Paleolithicum en het Mesolithicum. De werktuigen behoren onder andere toe aan jager-verzamelaars van de Federmessercultuur. Het is een van de grootste vindplaatsen van deze cultuur in Nederland.  Naar aanleiding van de vondsten werden ook kleinschalige opgravingen verricht door het BAI onder leiding van A. Bohmers. De vondsten uit de collectie Houbens zijn te zien in het lokale openluchtmuseum Eynderhoof.